# 엘알라모
엘알라모(스페인어: El Álamo)는 스페인 마드리드 지방의 도시이자 지방 자치체이다. 나발카르네로 자치주에 위치해 있다. 2013년 기준으로 인구는 8,845명이다.